# نقشه ایران در دوره افشاریه
نقشهٔ ایران در دوره افشاریه به سال ۱۱۲۶ خورشیدی و توسط امانوئل بوئن جغرافی‌دان و نقشه‌کش بریتانیایی ترسیم شده‌است، این نقشه که وسعت و محدوده پادشاهی دودمان افشاریه را نمایش می‌دهد علاوه بر نشان دادن نام خلیج فارس، اسامی بسیاری از مناطق، شهرها، دریاچه‌ها و دریاهای آن زمان از ایران را نیز دربرگرفته‌است. این نقشه از کشور ایران در سال ۱۷۴۷ (میلادی) برابر با ۱۱۲۶ خورشیدی و ۱۱۶۰ قمری و در زمان سلسله افشاریان رسم شده‌است.

## توضیحات نام دریاهای شمال و جنوب ایران
پهنه آبی شمال ایران را با نام کاسپین و خلیج فارس را با نام خلیج فارس و پهنه آبی که امروزه خلیج فارس نامیده می‌شود را دریای پارس و سیستان و بلوچستان را مکران نام برده‌است. خوزستان نیز به‌صورت KHUZESTAN و استان فارس به‌صورت فارسستان در نقشه قابل توجه است.
بازسازی این نقشه بر جلد کتاب خلیج فارس نامی کهن و میراث فرهنگی در سال ۱۳۸۳ در ایران

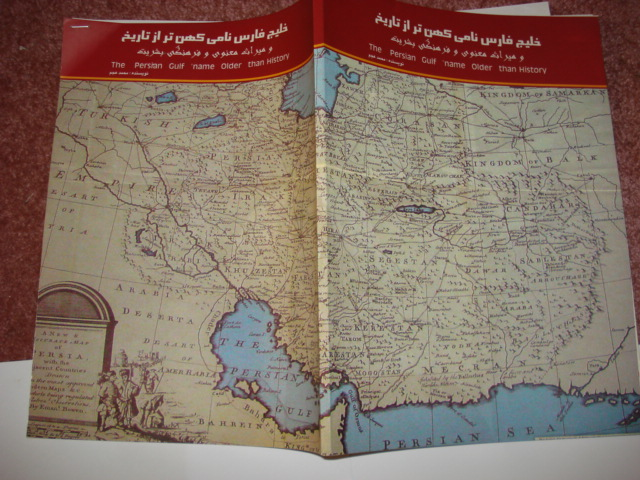
PersianSeaنقشه ایران در دوره افشاریه ۱۷۴۷توسط امانوئل بوئن

## توضیحات گوشه نقشه

قسمتی از نقشه: نام شهرهای سلماس، تبریز، اورمیه، خوی، صوفیان، مرند و مراغه در اطراف دریاچه ارومیه (در نقشه: دریاچه شاهی)

ترجمه توضیحات پایین نقشه بیانگر جدید بودن (در زمان خود) و صحیح بودن نقشه می‌باشد. این نقشه بنا بر شرح گوشه آن، بازگوکننده این است که نقشه مربوط به ایران و کشورهای همسایه می‌باشد. امانوئل بوئن در این توضیحات مدعی شده‌است که نقشه بر اساس جدیدترین و ثابت‌شده‌ترین نقشه‌ها ترسیم شده‌است.

## مقیاس‌ها
در گوشه پایین نقشه دو مقیاس موجود است که بالایی بر اساس واحد لیگ پارسی و پایینی بر اساس مایل انگلیسی می‌باشد. مقیاس‌ها ۵۴ لیگ پارسی را ۱۸۰ مایل انگلیسی بیان می‌کنند.

## حاشیه نقشه

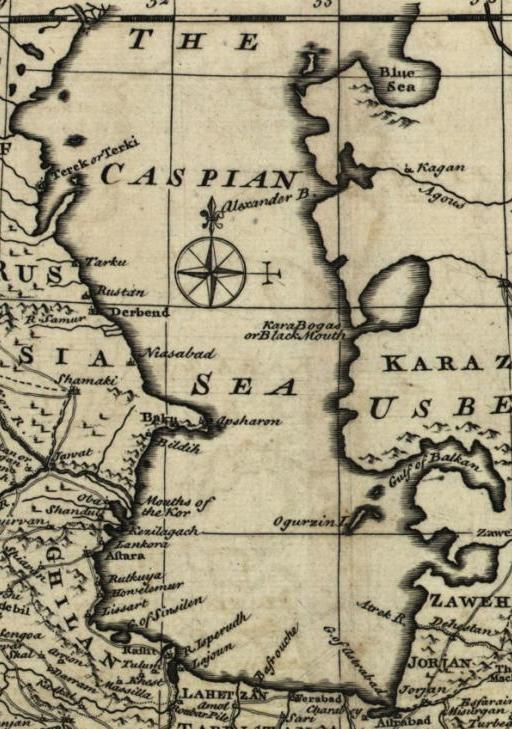
نقشه دریای خزر در نقشه ایران در دوره افشاریه

در حاشیه پایینی نقشه عبارت طول جغرافیایی شرقی (Longitude East) نوشته شده، همچنین در ۴ کناره نقشه به طول و عرض جغرافیایی اشاره شده‌است. علاوه بر این در حاشیه پایین نقشه عبارت from London آورده شده که ثابت می‌کند نقشه در شهر لندن تهیه و چاپ شده‌است. این نقشه با شماره ۶۲۶۸۸۸ در کتابخانه کنگره، واحد تفکیک و جداسازی نقشه‌ها موجود است. در پایین نقشه نام امانوئل بوئن و سال ترسیم نقشه با دست‌خط دوره جدید و به صورت دست‌نویس نوشته شده‌است.

## نقاشی
در کنار توضیحات گوشه پایین نقشه نقاشی وجود دارد که موارد زیر در آن دیده می‌شود:
1. کالسکه بزرگ ۱۲ اسبه که یک اتاق بزرگ را حمل می‌کند.
2. کالسکه شتر که سواری بر آن نشسته‌است.
3. ۴ مرد که یکی شمشیری بر کمر دارد و نیزه‌ای بر دست گرفته، دیگری حامل تیر و کمان است و سومی تبر بر دست دارد.
4. اسب ایستاده

## راهنمای نقشه
در نقشه ایران در سال ۱۱۲۶ خورشیدی، راه‌های آن دوره، کوه‌ها، جنگل‌ها، دریاچه‌ها، دریاها، شهرها و رودهای کوچک و بزرگ با نشان‌های ویژه خود نمایش داده شده‌اند.

## همسایه‌ها و محدوده مرز ایران در نقشه
- همسایه شرقی:

همسایه شرقی ایران در نقشه در دوره افشاریه، امپراتوری مغولان هند ذکر شده‌است.
- همسایه‌های شمال شرقی:

همسایه‌های شمال شرقی در نقشه، محدوده حکمرانی پادشاهی سمرقند و پادشاهی بلخ ثبت شده‌است.
- همسایه‌های شمالی:

سرزمین خوارزم و ازبک در شمال ایران قرار دارد.
- همسایه‌های شمال غربی:

دریای سیاه و امپراتوری عثمانی
- همسایه غربی:

امپراتوری عثمانی